# 30 mei
30 mei is de 150ste dag van het jaar (151ste dag in een schrikkeljaar) in de gregoriaanse kalender. Hierna volgen nog 215 dagen tot het einde van het jaar.

## Gebeurtenissen
- Algemeen
  - 1539 - De Spaanse ontdekkingsreiziger Hernando de Soto komt aan in Florida.
  - 1919 - Viering van het 300-jarig bestaan van de stad Batavia. Koningin Wilhelmina legt een krans bij het standbeeld van Jan Pieterszoon Coen in Hoorn
  - 1969 - Trinta di mei: arbeidersopstand in Willemstad Curaçao.
  - 1983 - Bij een explosie in de kruitfabriek bij Muiden komen drie mensen om het leven.
  - 1998 - Bij een aardbeving in Afghanistan komen circa vijfduizend mensen om.
  - 2005 - De Amerikaanse studente Natalee Holloway verdwijnt spoorloos op Aruba.
  - 2010 - Naar tienjaarlijkse gewoonte vindt in Dendermonde de ommegang van het Ros Beiaard plaats.

- Criminaliteit en veiligheid
  - 1972 - Leden van het Japanse Rode Leger richten een bloedbad aan op de Israëlische luchthaven Lod.
  - 2012 - Charles Taylor, de ex-president van het West-Afrikaanse land Liberia die terechtstond op het Speciaal Hof voor Sierra Leone, wordt veroordeeld tot een gevangenisstraf van vijftig jaar.

- Infrastructuur
  - 1992 - De reguliere treindienst tussen Maastricht en Aken wordt opgeheven.

- Muziek
  - 2019 - Na het afscheidsconcert in Gelredome in 2015 treedt Normaal nog steeds op, vandaag een uitverkocht reünie-concert, getiteld ‘Olderwets Høken’, in Barchem bij Lochem.

- Oorlog
  - 1431 - Honderdjarige Oorlog: in Rouen, Frankrijk, wordt de 19-jarige Jeanne d'Arc op de brandstapel geëxecuteerd.
  - 1434 - Bij de Slag bij Lipany worden de Taborieten definitief verslagen.
  - 1983 - Het regeringsleger van Mozambique schiet voor de kust bij Maputo een onbemand Zuid-Afrikaans spionagevliegtuig neer.
  - 1991 - De Veiligheidsraad van de Verenigde Naties stemt unaniem in met uitbreiding van de VN-vredesmissie in Angola van zestig tot 350 militaire waarnemers.

- Politiek
  - 1814 - Napoleon wordt verbannen naar Elba.
  - 1876 - Staatsgreep van de Jong-Turken.
  - 1950 - De tweede regeerperiode van koning Norodom Sihanouk loopt af.
  - 1967 - Egypte en Jordanië tekenen een tweezijdig defensieverdrag.
  - 1967 - De onafhankelijke Republiek Biafra wordt uitgeroepen.
  - 1982 - Spanje treedt als zestiende lid toe tot de NAVO.
  - 1983 - Na een reeks bomaanslagen in en rond de hoofdstad Lima wordt de noodtoestand in geheel Peru afgekondigd.
  - 1990 - President Franjo Tudjman zegt het parlement van Kroatië dat Joegoslavië moet worden omgevormd in een losse federatie van soevereine staten. Hij dreigt met afscheiding als die wens niet wordt ingewilligd.
  - 2011 - Bij gemeenteraadsverkiezingen in Italië verliest de centrumrechtse PdL van premier Silvio Berlusconi fors; de partij moet onder meer in Milaan, de tweede stad van het land, de burgemeesterszetel afstaan aan centrumlinks.
  - 2016 - De Tsjadische oud-dictator Hissène Habré wordt in Senegal tot levenslang veroordeeld wegens genocide, martelingen en andere misdaden tegen de menselijkheid.
  - 2024 - De Amerikaanse oud-president Donald Trump wordt als eerste oud-president ooit door een jury schuldig bevonden in een strafzaak die gaat over het vervalsen van documenten in de aanloop naar de presidentsverkiezingen van 2016. Trump voerde het betalen van 130.000 dollar zwijggeld aan pornoactrice Stormy Daniels op als juridische kosten. Het betalen van zwijggeld is niet strafbaar, het daarvan vermelden als juridische kosten is dat wel.[1]

- Muziek
  - 2009 - De Australische violist Ray Chen wint de Koningin Elisabethwedstrijd voor viool. De tweede plaats is voor de Belg Lorenzo Gatto.

- Religie
  - 1232 - Heiligverklaring van Antonius van Padua (1195-1231), Portugees minderbroeder, door Paus Gregorius IX.
  - 1416 - Het leven van Hiëronymus van Praag eindigt op de brandstapel na zijn veroordeling wegens ketterij op het Concilie van Konstanz.

- Sport
  - 1911 - De eerste editie van de Indianapolis 500 vindt plaats op Indianapolis Motor Speedway.
  - 1925 - Oprichting van de Ecuadoraanse voetbalbond ("Federación Ecuatoriana de Fútbol").
  - 1930 - In Łódź wordt het Stadion Widzewa in gebruik genomen, de thuisbasis van de Poolse voetbalclub Widzew Łódź.
  - 1962 - Begin van het WK voetbal in Chili.
  - 1967 - Vlak bij de Mexicaanse industriestad Monterrey wordt het Estadio Universitario officieel geopend.
  - 1968 - Willem van Hanegem maakt zijn debuut voor het Nederlands voetbalelftal in het vriendschappelijke duel tegen Schotland (0-0).
  - 1973 - AFC Ajax wint voor de derde keer op rij de Europacup I door met 1-0 te winnen van het Italiaanse Juventus.
  - 1982 - De Nederlandse biljarter Rini van Bracht behaalt in de Ecuadoriaanse stad Guayaquil de wereldtitel driebanden.
  - 1984 - In Rome wint Liverpool de Europacup 1 door in de finale thuisploeg AS Roma na strafschoppen te verslaan. Na afloop komt het tot ernstige rellen in de Italiaanse hoofdstad, waarbij 42 mensen gewond raken.
  - 1989 - Oprichting van de Boliviaanse voetbalclub La Paz FC.
  - 2010 - De Italiaanse wielrenner Ivan Basso wint de Ronde van Italië.
  - 2019 - Erling Braut Haaland scoort 9 keer tegen Honduras op het Wereldkampioenschap voetbal onder 20 in Polen.
  - 2024 - De Belgische ultraloopster Hilde Dosogne breekt het wereldrecord opeenvolgende marathons lopen voor vrouwen door voor de 151ste keer de eindstreep te halen. Op 1 januari 2024 was ze begonnen met dagelijks een marathon te lopen en ze hoopt dit ook de resterende dagen van dit jaar vol te kunnen houden.[2]

- Wetenschap en technologie
  - 1898 - Ontdekking van krypton door Morris Travers.
  - 1966 - Lancering vanaf Cape Canaveral van het Surveyor 1 ruimtevaartuig van NASA met een Atlas/Centaur raket. Primaire doelen van de missie zijn het uitvoeren van een zachte landing op de Maan en het aantonen van de geschiktheid van communicatie- en rakettechnologie om de missie te volbrengen.[3]
  - 1971 - Geslaagde lancering van de Mariner 9 Marssonde.[4]
  - 1975 - Oprichting van ESA d.m.v. het ondertekenen van de ESA conventie. ESA ontstaat uit een fusie van ELDO (European Launcher Development Organization) en ESRO (European Space Research Organisation).[5]
  - 2020 - SpaceX lanceert de Crew Dragon-2 missie en wordt het eerste commerciële bedrijf dat mensen in de ruimte heeft gelanceerd.[6]

## Geboren

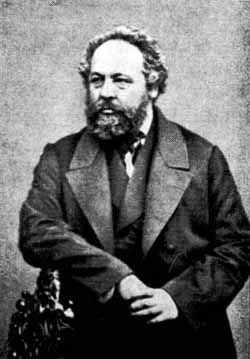
Michail Bakoenin
geboren in 1814

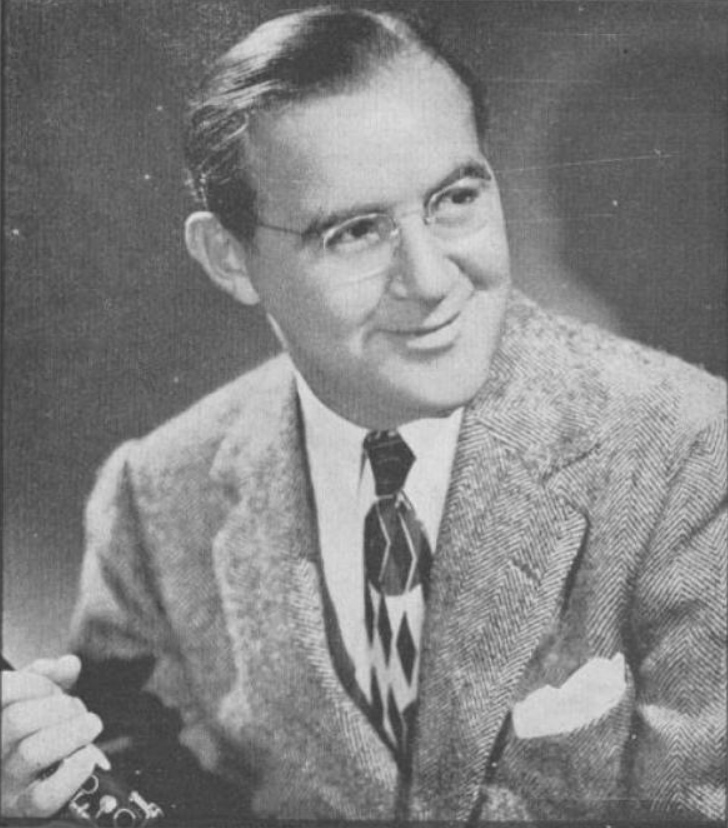
Benny Goodman
geboren in 1909

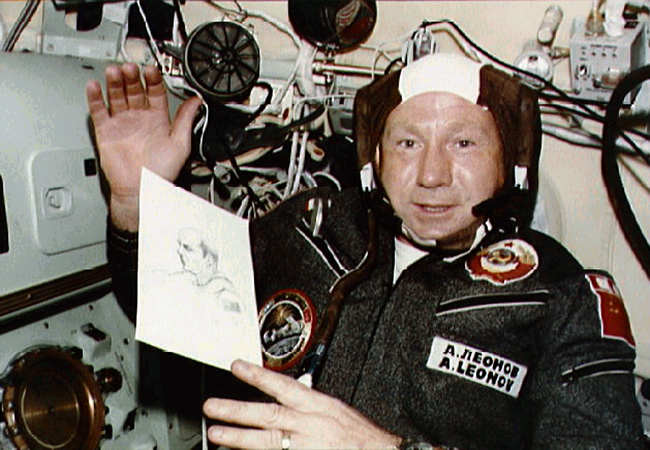
Aleksej Leonov
geboren in 1934

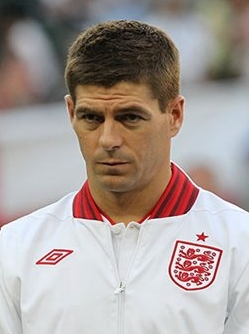
Steven Gerrard
geboren in 1980

- 1662 - Ernestine Charlotte van Nassau-Schaumburg, regentes van Nassau-Siegen (overleden 1732)
- 1773 - Emmerich Joseph von Dalberg, Frans politicus (overleden 1833)
- 1785 - Engelbertus Lucas, Nederlands militair en minister (overleden 1870)
- 1792 - Karel Bernhard van Saksen-Weimar-Eisenach, Duits militair (overleden 1862)
- 1814 - Michail Bakoenin, Russisch anarchist (overleden 1876)
- 1814 - Eugène Charles Catalan, Belgisch wiskundige (overleden 1894)
- 1819 - Constant Fornerod, Zwitsers politicus (overleden 1899)
- 1834 - Emmanuel Hiel, Belgisch dichter en schrijver (overleden 1899)
- 1835 - Alfred Austin, Engels dichter (overleden 1913)
- 1839 - Wilhelmus Wulfingh, apostolisch vicaris van Suriname (overleden 1906)
- 1845 - Jacob Hepkema, Nederlands journalist en uitgever (overleden 1919)
- 1846 - Peter Carl Fabergé, Russisch goudsmid (overleden 1920)
- 1863 - Henri François Rikken, Surinaams prozaschrijver (overleden 1908)
- 1871 - Leopold IV, vorst van Lippe (overleden 1949)
- 1873 - Fernando María Guerrero, Filipijns schrijver en dichter (overleden 1929)
- 1879 - Vanessa Bell, Engels kunstschilderes, binnenhuisarchitecte en de zus van Virginia Woolf (overleden 1961)
- 1881 - Georg von Küchler, Duits veldmaarschalk (overleden 1968)
- 1892 - Fernando Amorsolo, Filipijns kunstschilder (overleden 1972)
- 1893 - Giovanni Scatturin, Italiaans roeier (overleden 1951)
- 1894 - Hubertus van Mook, Nederlands koloniaal bestuurder en minister (overleden 1965)
- 1896 - Howard Hawks, Amerikaans filmregisseur, -producent en scenarioschrijver (overleden 1977)
- 1900 - Carlos Raúl Villanueva, Venezolaans architect (overleden 1975)
- 1901 - Alfred Karindi, Estisch componist en organist (overleden 1969)
- 1908 - Hannes Alfvén, Zweeds natuurkundige en Nobelprijswinnaar (overleden 1995)
- 1908 - Mel Blanc, Amerikaans stemacteur (overleden 1989)
- 1909 - Benny Goodman, Amerikaans jazz-klarinettist en bandleider (overleden 1986)
- 1909 - Cees Robben, Nederlands tekenaar (overleden 1988)
- 1910 - Ferdinand Daučík, Slowaaks voetballer en voetbalcoach (overleden 1986)
- 1910 - Inge Meysel, Duits actrice (overleden 2004)
- 1911 - Douglas Fowley, Amerikaans acteur (overleden 1998)
- 1914 - Bep du Mée, Nederlands atlete (overleden 2002)
- 1917 - Charles Moons, president van de Hoge Raad der Nederlanden (overleden 2005)
- 1918 - Martin Lundström, Zweeds langlaufer (overleden 2016)
- 1920 - Antoni Maria Badia i Margarit, Catalaans taalkundige (overleden 2014)
- 1920 - Franklin J. Schaffner, Amerikaans regisseur (overleden 1989)
- 1922 - Hal Clement, Amerikaans sciencefiction-schrijver (overleden 2003)
- 1922 - Roy Newman, Amerikaans autocoureur (overleden 1970)
- 1925 - Eddy Bruma, Surinaams politicus en schrijver (overleden 2000)
- 1925 - John Cocke, Amerikaans informaticus (overleden 2002)
- 1926 - Chuck Arnold, Amerikaans autocoureur (overleden 1997)
- 1927 - Tob de Bordes, Nederlands acteur en voordrachtskunstenaar (overleden 2012)
- 1927 - Clora Bryant, Amerikaans jazztrompettiste en -componiste (overleden 2019)
- 1927 - Hans Heybroek, Nederlands botanicus (overleden 2022)
- 1927 - Clint Walker, Amerikaans acteur (overleden 2018)
- 1928 - Gustav Leonhardt, Nederlands klavecinist, organist en dirigent (overleden 2012)
- 1928 - Agnès Varda, Frans filmregisseur (overleden 2019)
- 1931 - Eddy Posthuma de Boer, Nederlands fotograaf (overleden 2021)
- 1931 - Larry Silverstein, Amerikaans vastgoedmakelaar (World Trade Center)
- 1932 - Ray Cooney, Brits toneelschrijver
- 1932 - Ivor Richard, Brits politicus (overleden 2018)
- 1933 - Sylvia de Leur, Nederlands actrice en cabaretière (overleden 2006)
- 1934 - Aleksej Leonov, Russisch ruimtevaarder (overleden 2019)
- 1936 - Keir Dullea, Amerikaans acteur
- 1936 - Slava Metreveli, Sovjet-Georgisch voetballer (overleden 1998)
- 1936 - Andy Tielman, Nederlands zanger en gitarist (overleden 2011)
- 1937 - Hans de Boer, Nederlands politicus en burgemeester
- 1937 - Gil vander Heyden, Belgisch schrijver en dichter
- 1937 - Corry van der Linden, Nederlands hoorspel- en stemactrice (overleden 2015)
- 1939 - Michael J. Pollard, Amerikaans acteur (overleden 2019)
- 1939 - Dieter Quester, Oostenrijks autocoureur
- 1944 - Lenny Davidson, Brits gitarist (The Dave Clark Five)
- 1945 - Heleen Dupuis, Nederlands hoogleraar en politicus
- 1945 - Norman Eshley, Engels acteur (overleden 2025)
- 1946 - Jan de Bie, Nederlands beeldend kunstenaar (overleden 2021)
- 1946 - Dragan Džajić, Joegoslavisch voetballer
- 1947 - Ad Bouman, Nederlands geluidstechnicus, producer, diskjockey en media-ondernemer
- 1948 - Johan De Muynck, Belgisch wielrenner
- 1949 - Kika Mol, Nederlands actrice en communicatiecoach
- 1950 - Sten Ziegler, Deens voetballer
- 1951 - Fernando Lugo, Paraguayaans president
- 1951 - Stephen Tobolowsky, Amerikaans acteur
- 1952 - Joseph Arens, Belgisch politicus (overleden 2024)
- 1953 - Brigitte Grouwels, Belgisch politicus
- 1953 - Colm Meaney, Iers acteur
- 1955 - Ludo Hellinx, Belgisch acteur
- 1955 - Willem Post, Nederlands Amerika-deskundige, historicus en publicist
- 1955 - Peter Weening, Nederlands muziekprogrammeur van poppodium Vera
- 1956 - Clairy Polak, Nederlands journaliste en presentatrice (overleden 2023)
- 1956 - David Sassoli, Italiaans journalist en politicus; voorzitter van het Europarlement 2019-2022 (overleden 2022)
- 1957 - Luk Perceval, Belgisch acteur en toneelregisseur
- 1957 - Willem Smink, Nederlands politicus; wethouder in Groningen
- 1958 - Marie Fredriksson, Zweeds zangeres (Roxette) (overleden 2019)
- 1958 - Ted McGinley, Amerikaans acteur
- 1958 - Adrien Morillas, Frans motorcoureur
- 1959 - Frank Vanhecke, Belgisch politicus
- 1961 - Ben Arps, Nederlands javanicus en hoogleraar
- 1963 - Hella Jongerius, Nederlands industrieel ontwerpster
- 1964 - Wynonna Judd, Amerikaans countryzangeres (The Judds)
- 1964 - Ivajlo Kalfin, Bulgaars politicus
- 1964 - Tom Morello, Amerikaans musicus
- 1965 - Peter Paul Muller, Nederlands acteur
- 1966 - John van den Akker, Nederlands wielrenner
- 1966 - Tom Cordes, Nederlands wielrenner
- 1966 - Thomas Häßler, Duits voetballer
- 1967 - Henk Otten, Nederlands politicus
- 1969 - Albertino Essers, Nederlands darter
- 1969 - Ryuhei Kitamura, Japans regisseur
- 1969 - Donald Madder, Belgisch acteur (overleden 2001)
- 1969 - Koen Pijpers, Nederlands hockeyer en -coach
- 1970 - Marco Gielen, Nederlands atleet
- 1970 - Robert Špehar, Kroatisch voetballer
- 1971 - Gabriella Pregnolato, Italiaans wielrenster
- 1972 - Zoran Lerchbacher, Oostenrijks darter
- 1973 - Tachir Batajev, Tsjetsjeens commandant (overleden 2007)
- 1973 - David Fernández, Spaans voetbalscheidsrechter
- 1973 - Lilian Helder, Nederlands politica
- 1973 - Eline Jurg, Nederlands bobsleester
- 1974 - Big L, Amerikaans rapper (overleden 1999)
- 1974 - Cee Lo Green, Amerikaans artiest
- 1974 - Nikolai Spinev, Russisch roeier
- 1974 - Peter Wrolich, Oostenrijks wielrenner
- 1975 - István Vad, Hongaars voetbalscheidsrechter
- 1976 - Magnus Norman, Zweeds tennisser
- 1976 - Igor Skuz, Oekraïens autocoureur
- 1977 - Ivan Bebek, Kroatisch voetbalscheidsrechter
- 1978 - Sandra Braam, Nederlands paralympisch sportster
- 1978 - Khalid Kasem, Nederlands advocaat en talkshowpresentator
- 1978 - Nicolás Olivera, Uruguayaans voetballer
- 1979 - Dirk Matschenz, Nederlands skeletonracer
- 1980 - Steven Gerrard, Engels voetballer
- 1980 - José Ángel Gómez Marchante, Spaans wielrenner
- 1980 - Hilary Woods, Iers muzikante (eerste bassiste van JJ72 en solo) en beeldend kunstenares
- 1981 - Igor Abakoumov, Belgisch wielrenner
- 1981 - Gianmaria Bruni, Italiaans racecoureur
- 1981 - Joleen Hakker, Nederlands paralympisch sportster
- 1981 - Stephan Klossner, Zwitsers voetbalscheidsrechter
- 1982 - Nicola Baldan, Italiaans autocoureur
- 1982 - Everon Jackson Hooi, Nederlands acteur
- 1982 - Stamatis Katsimis, Grieks autocoureur
- 1983 - Laura del Colle, Argentijns hockeyster
- 1983 - Roger Lee Hayden, Amerikaans motorcoureur
- 1983 - Kristof Van Malderen, Belgisch atleet
- 1984 - Dennis Licht, Nederlands atleet
- 1984 - Nadia Moussaid, Nederlands presentatrice en programmamaakster
- 1985 - Nikita Krjoekov, Russisch langlaufer
- 1985 - Bryan Lundquist, Amerikaans zwemmer
- 1986 - Claudia Beni, Kroatisch zangeres
- 1989 - Ailee, Koreaans-Amerikaans zangeres
- 1989 - Michele Santucci, Italiaans zwemmer
- 1990 - Eszter Dara, Hongaars zwemster
- 1990 - Josef Šural, Tsjechisch voetballer (overleden 2019)
- 1992 - Harrison Barnes, Amerikaans basketballer
- 1994 - Jake Hughes, Brits autocoureur
- 1994 - Madeon, Frans house-, nu-disco- en electropopmusicus
- 1994 - Laurence St-Germain, Canadees alpineskiester
- 1995 - Madisyn Cox, Amerikaans zwemster
- 1995 - Sascha van Zelst, Nederlands voetbalster
- 1997 - Ben Hingeley, Brits autocoureur
- 1997 - Zoe Renee, Amerikaans actrice
- 1998 - Hugo Magnetti, Frans voetballer
- 1999 - Zhou Guanyu, Chinees autocoureur
- 2001 - Charlot Vellener, Nederlands volleybalster
- 2001 - Patrick Wimmer, Oostenrijks voetballer
- 2002 - Jasmijn de Groot, Nederlands voetbalster
- 2002 - Enzo Paleni, Frans wielrenner

## Overleden

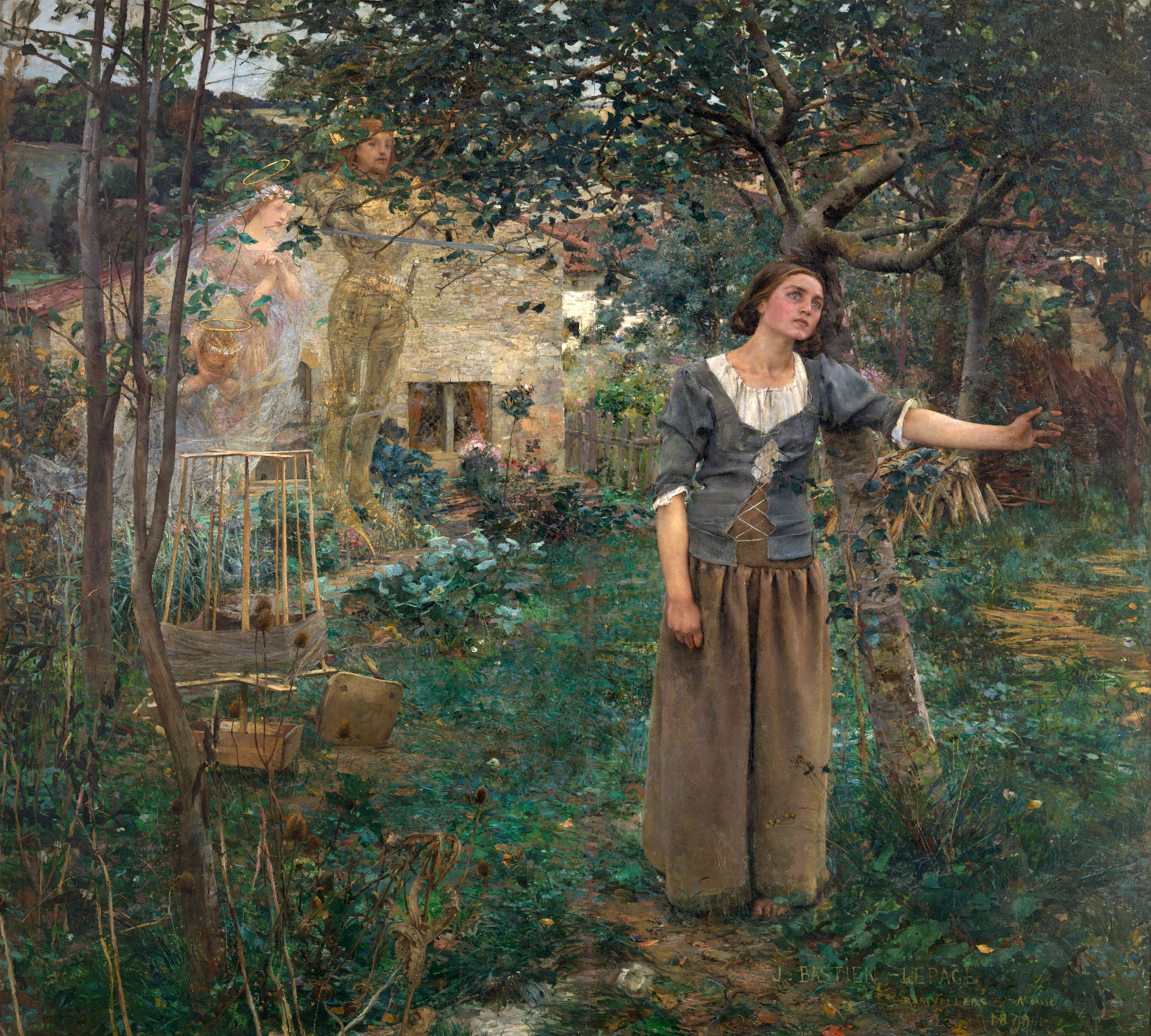
Schilderij van Jeanne d'Arc,
overleden in 1431

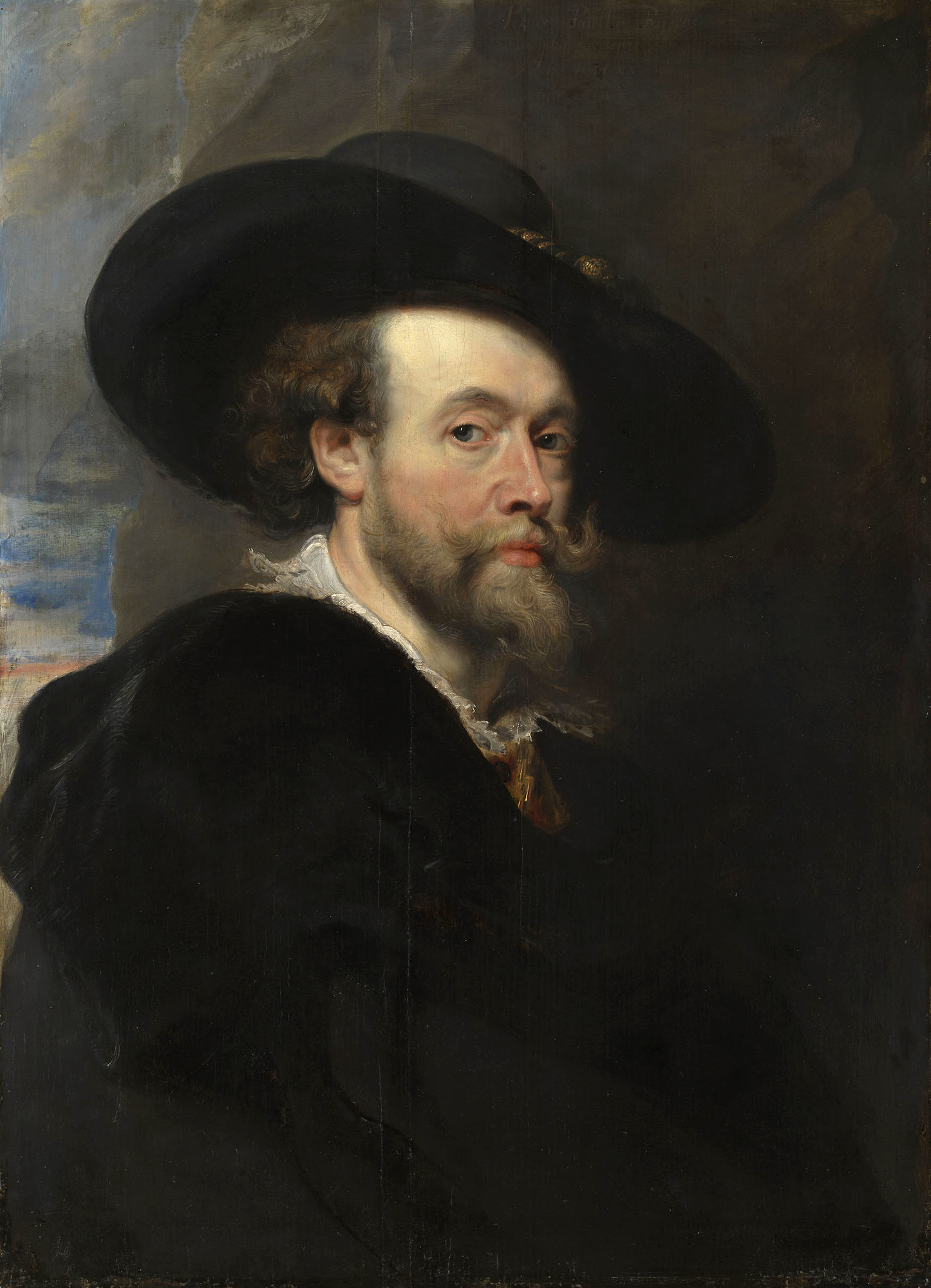
Peter Paul Rubens,
overleden in 1640

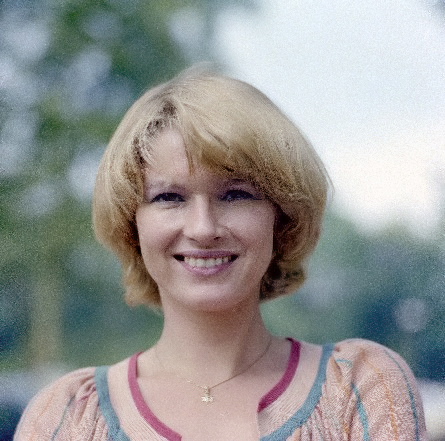
Martine Bijl,
overleden in 2019

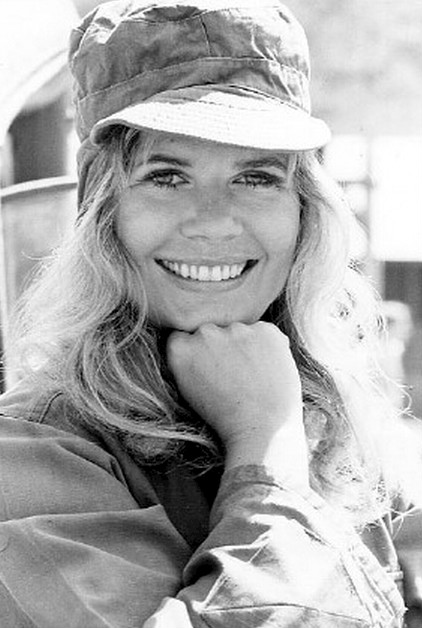
Loretta Swit,
overleden in 2025

- 727 - Hubertus van Luik (~72), heilig verklaarde bisschop
- 1035 - Boudewijn IV van Vlaanderen (55), graaf van Vlaanderen
- 1159 - Władysław II (54), groothertog van Polen
- 1252 - Ferdinand III van Castilië (53)
- 1416 - Hiëronymus van Praag, Boheems martelaar
- 1431 - Jeanne d'Arc (19), Frans vrijheidsstrijdster
- 1453 - Constantijn XI Palaiologos Dragases (49), laatste keizer van Byzantium
- 1574 - Karel IX, (23), koning van Frankrijk
- 1593 - Christopher Marlowe (29), Engels toneelschrijver
- 1606 - Goeroe Arjan (43), vijfde goeroe van het sikhisme
- 1640 - Peter Paul Rubens (62), Belgisch kunstschilder en diplomaat
- 1661 - Goeroe Har Rai (31), zevende goeroe van het sikhisme
- 1718 - Arnold Joost van Keppel (48), Engels-Nederlands edelman
- 1744 - Alexander Pope (55), Engels dichter
- 1778 - Voltaire (83), Frans filosoof en schrijver
- 1891 - Gaetano Alimonda (72), Italiaans kardinaal-aartsbisschop van Turijn
- 1901 - Victor D'Hondt (60), Belgisch jurist
- 1904 - Frederik Willem van Mecklenburg-Strelitz (84), groothertog
- 1912 - Wilbur Wright (45), Amerikaans vliegtuigpionier
- 1925 - Arthur Moeller van den Bruck (49), Duits schrijver en cultuurhistoricus
- 1941 - Rama VII (47), koning van Thailand
- 1944 - Marinus Adrianus Koekkoek (71), Nederlands tekenaar en schilder
- 1946 - Marcela Agoncillo (86), Filipijns historisch figuur
- 1950 - William Townley (84), Engels voetballer en voetbalcoach
- 1953 - Carl Scarborough (38), Amerikaans autocoureur
- 1953 - Pieter Herman van der Trappen (57), Nederlands ingenieur en officier
- 1955 - Bill Vukovich (36), Amerikaans autocoureur
- 1955 - Bruno de Winter (45), Belgisch journalist
- 1957 - Piero Carini (36), Italiaans autocoureur
- 1958 - Cornelius Berkhout (65), Nederlands pianist en pianopedagoog
- 1958 - Pat O'Connor (29), Amerikaans autocoureur
- 1960 - Boris Pasternak (70), Russisch schrijver en Nobelprijswinnaar
- 1960 - Evert Vermeer (49), Nederlands politicus
- 1961 - Rafael Trujillo (69), president van de Dominicaanse Republiek
- 1964 - Eddie Sachs (37), Amerikaans autocoureur
- 1964 - Leó Szilárd (66), Hongaars-Amerikaans atoomfysicus
- 1968 - Paul Collin (84), Nederlands zanger en cabaretier
- 1973 - Ketevan Magalasjvili (79), Georgisch kunstschilderes
- 1975 - Steve Prefontaine (24), Amerikaans atleet
- 1977 - Paul Desmond (52), Amerikaans jazzsaxofonist en -componist
- 1981 - Sven Andersson (74), Zweeds voetballer
- 1989 - Claude Pepper (88), Amerikaans politicus
- 1992 - Karl Carstens (77), West-Duits bondspresident
- 1993 - Lien Gisolf (82), Nederlands atlete
- 1993 - Henry Heerup (85), Deens kunstschilder
- 1993 - Sun Ra (79), Amerikaans jazzmusicus
- 1995 - Ted Drake (82), Engels voetballer en voetbaltrainer
- 1997 - Jan Vrijman (72), Nederlands journalist, cineast en colomnist geboren als Jan Hulsebos
- 2000 - Tex Beneke (86), Amerikaans muzikant (Glenn Miller Orchestra)
- 2003 - Günter Pfitzmann (79), Duits acteur en cabaretier
- 2004 - Bob Bakels (78), Nederlands jurist
- 2004 - Archibald Cox (92), Amerikaans aanklager in het Watergate schandaal
- 2006 - Marius van Amelsvoort (75), Nederlands politicus
- 2006 - Shohei Imamura (79), Japans filmregisseur
- 2006 - David Lloyd (68), Nieuw-Zeelands plantkundige
- 2006 - Ruud van de Wint (63), Nederlands beeldhouwer en kunstschilder
- 2007 - Jan Roëde (92), Nederlands kunstschilder, kunstenaar, illustrator, tekenaar, modeontwerper, dichter en schrijver
- 2009 - Luis Cabral (78), Guinee-Bissaus politicus
- 2009 - Ephraim Katzir (93), Israëlisch biofysicus, politicus en president
- 2009 - Waldemar Matuška (76), Tsjechisch schlagerzanger
- 2009 - Jafaar Numeiri (79), Soedanees militair en president
- 2010 - Hans van Swol (95), Nederlands tennisser, rugbyspeler en arts
- 2010 - Joeri Tsjesnokov (77), Russisch volleyballer
- 2011 - Ricky Bruch (64), Zweeds atleet en acteur
- 2011 - Henri Chammartin (92), Zwitsers ruiter
- 2011 - Eddie Morrison (63), Schots voetballer
- 2011 - Rosalyn Sussman Yalow (89), Amerikaans natuurkundige
- 2012 - Andrew Huxley (94), Brits Nobelprijswinnaar
- 2012 - A.F.J. Klijn (89), Nederlands hoogleraar en theoloog
- 2013 - Elliot Del Borgo (74), Amerikaans componist, muziekpedagoog, dirigent en muzikant
- 2014 - Wim du Chatinier (76), Nederlands burgemeester
- 2015 - Beau Biden (46), Amerikaans advocaat en politicus
- 2017 - Wopkje Hutting-Kooistra (92), Nederlands schaatsster
- 2019 - Patricia Bath (76), Amerikaans oogheelkundige, uitvindster en academica
- 2019 - Martine Bijl (71), Nederlands actrice en zangeres
- 2019 - Thad Cochran (81), Amerikaans politicus
- 2019 - Frank Lucas (88), Amerikaans drugsdealer
- 2019 - Leon Redbone (69), Amerikaans singer-songwriter
- 2019 - Hans Reesink (84), Nederlands bisschop
- 2020 - Bobby Morrow (84), Amerikaans atleet
- 2021 - Tonnie van As (93), Nederlands voetballer
- 2021 - Jason Dupasquier (19), Zwitsers motorcoureur
- 2021 - Evert van Uitert (85), Nederlands kunsthistoricus en hoogleraar
- 2022 - Boris Pahor (108), Sloveens schrijver
- 2023 - Gershon Edelstein (100), Israëlisch rabbijn en spiritueel leider
- 2024 - Tom Bower (86), Amerikaans acteur en filmproducent
- 2024 - Kelvin Felix (91), Dominicaans kardinaal
- 2025 - Prentis Hancock (83), Brits acteur
- 2025 - Valerie Mahaffey (71), Amerikaans actrice
- 2025 - Masaru Imada (93), Japans pianist en componist
- 2025 - Paul-Bernd Spahn (85), Duits fiscalist en hoogleraar
- 2025 - Loretta Swit (87), Amerikaans actrice
- 2025 - Fernando Venâncio (80), Portugees-Nederlands schrijver en academicus
- 2025 - Renée Victor (86), Amerikaans actrice
- 2025 - Karel Wakker (81), Nederlands hoogleraar en ruimtevaartkundige

## Viering/herdenking
- Kroatië -	Dag van de Staat (1990)
- Rooms-katholieke kalender:

Kroatië Dag van de Staat

  - Heilige Ferdinand III (van Castilië) († 1252)
  - Heilige Jeanne d'Arc († 1431)
  - Heilige Gabinus (van Sardinië) († c. 130)
  - Heilige Reinhil(d) (van Riesenbeck)e († 1262)
  - Heilige Joseph Marello († 1895)
  - Heilige Dymfna (van Geel) († 7e eeuw) - Gedachtenis (in Vlaamse bisdommen)
  - Heilige Emmelia van Caesarea († 372)

## Weerextremen

### Nederland
| | Officiële records | Officiële records | Officiële records |      | Landelijke records | Landelijke records | Landelijke records            |
| Gebeurtenis | Jaar              | Extreem           | Locatie           | Jaar | Extreem            | Locatie            |                               |
| --- | ----------------- | ----------------- | ----------------- | ---- | ------------------ | ------------------ | ----------------------------- |
| Laagste etmaalgemiddelde temperatuur (°C) | 1975              | 7,9               | De Bilt           |      | 1975               | 6,1                | Eelde                         |
| Hoogste etmaalgemiddelde temperatuur (°C) | 1944              | 22,4              | De Bilt           |      | 1944               | 24,1               | Maastricht                    |
| Laagste minimumtemperatuur (°C) | 1974              | 0,6               | De Bilt           |      | 1974               | −1,2               | Volkel                        |
| Hoogste minimumtemperatuur (°C) | 2018              | 16,8              | De Bilt           |      | 2018               | 18,6               | Stavoren                      |
| Laagste maximumtemperatuur (°C) | 1975              | 11,9              | De Bilt           |      | 1975               | 8,5                | IJmuiden                      |
| Hoogste maximumtemperatuur (°C) | 1944              | 31,5              | De Bilt           |      | 1944               | 32,2               | Maastricht                    |
| Hoogste uurgemiddelde windsnelheid (m/s) | 1938              | 13,4              | De Bilt           |      | 1938               | 23,1               | Vlissingen                    |
| Hoogste windstoot (m/s) | 1953              | 18,0              | De Bilt           |      | 1972 1979          | 22,1 22,1          | Cadzand Soesterberg           |
| Langste zonneschijnduur (uur) | 1903, 2009, 2021  | 15,0              | De Bilt           |      | 1982 1985          | 15,5 15,5          | Leeuwarden De Kooy, Rotterdam |
| Langste neerslagduur (uur) | 2010              | 9,0               | De Bilt           |      | 2016               | 15,1               | Westdorpe                     |
| Hoogste etmaalsom van de neerslag (mm) | 1979              | 35,4              | De Bilt           |      | 2016               | 68,0               | Volkel                        |
| Laagste etmaalgemiddelde relatieve vochtigheid (%) | 2020              | 48                | De Bilt           |      | 1939               | 38                 | Maastricht                    |
| Laagste uurwaarde luchtdruk op zeeniveau (hPa) | 1938              | 998,0             | De Bilt           |      | 1938               | 993,6              | Eelde                         |
| Hoogste uurwaarde luchtdruk op zeeniveau (hPa) | 1922              | 1030,8            | De Bilt           |      | 1982               | 1032,1             | Eelde                         |
| Officiële records worden altijd gemeten op het KNMI-weerstation in De Bilt. Landelijke records kunnen worden gemeten op elk officieel KNMI-weerstation in Nederland. |                   |                   |                   |      |                    |                    |                               |

Uitzonderlijke gebeurtenissen
- 1902 - Eerste officiële zomerse dag van het jaar (maximumtemperatuur ≥ 25 °C in De Bilt)
- 1963 - Eerste officiële zomerse dag van het jaar (maximumtemperatuur ≥ 25 °C in De Bilt)
- 1978 - Eerste officiële zomerse dag van het jaar (maximumtemperatuur ≥ 25 °C in De Bilt)
- 2016 - Landelijk maandrecord hoogste etmaalsom van de neerslag in mm van mei gemeten in Volkel: 68,0

### België
Dagrecords
- 1835 - Laagste etmaalgemiddelde temperatuur 8,1 °C
- 1944 - Hoogste etmaalgemiddelde temperatuur 24 °C
- 1899 - Laagste minimumtemperatuur 3,6 °C
- 1944 - Hoogste maximumtemperatuur 33,8 °C[9]
- 1913 - Hoogste etmaalsom van de neerslag 34,1 mm

Uitzonderlijke gebeurtenissen
- 1944 - Hoge maximumtemperaturen tot 35,0 °C in Gerdingen (Bree).
- 1967 - Neerslagtotaal van 76 mm in Landen.
- 1979 - Twee doden door blikseminslag. 60 mm neerslag in Rillaar (Aarschot) met overstroming tot gevolg.
- 1999 - Hagelbuien met veel schade. Hagelbollen groter dan 5 cm in Werbomont en Bosson, nabij Ferrières. Veel schade ten noorden van Namen, in Belgrade, Saint-Servais en Vedrin.

<< · 1 · 2 · 3 · 4 · 5 · 6 · 7 · 8 · 9 · 10 · 11 · 12 · 13 · 14 · 15 · 16 · 17 · 18 · 19 · 20 · 21 · 22 · 23 · 24 · 25 · 26 · 27 · 28 · 29 · 30 · 31 · >>